# Louis Mouchot

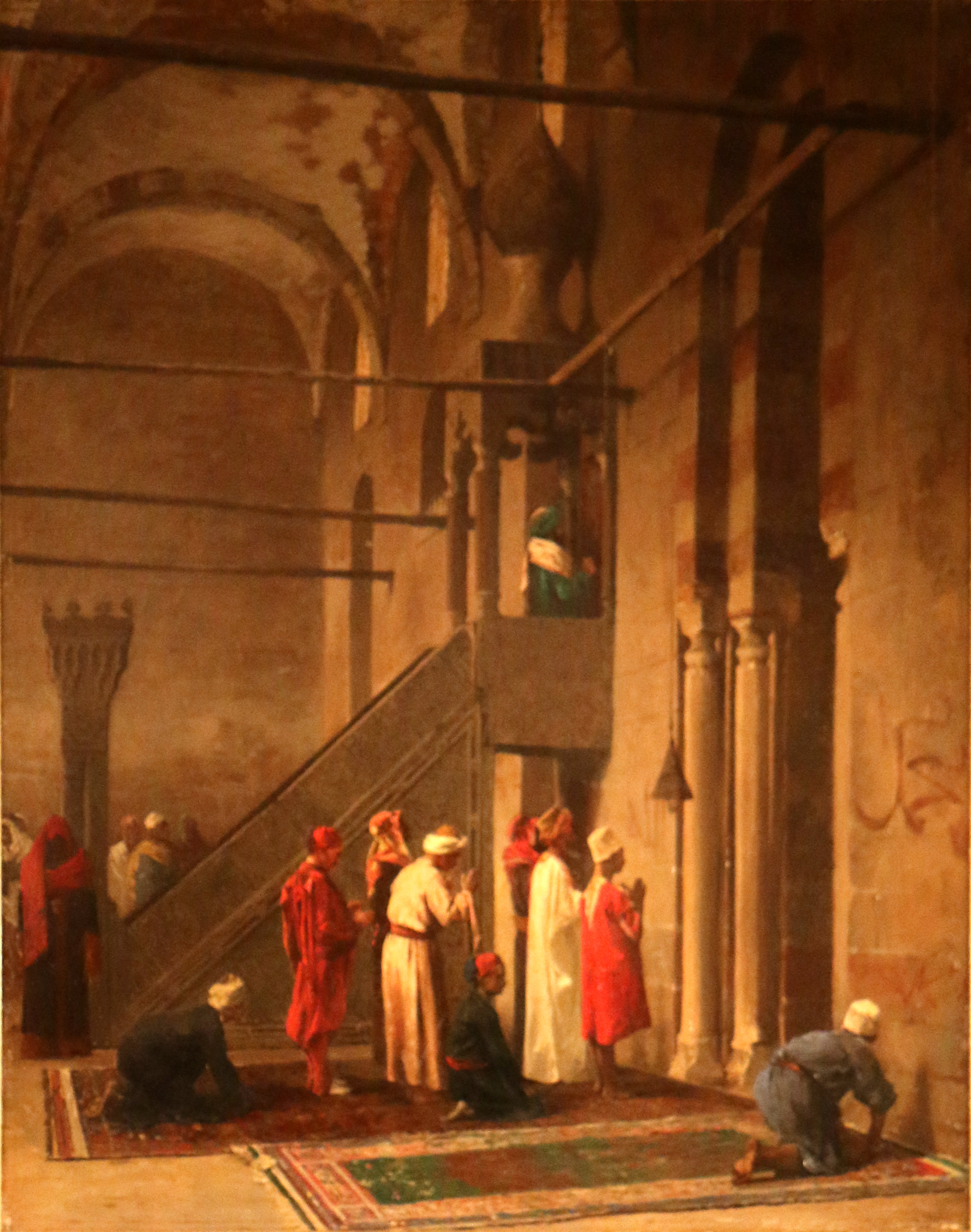
Prière devant le mirhâb, 1869, musée des Beaux-Arts de Narbonne.

Louis Claude Mouchot, né à Paris le 25 août 1830 et mort le 9 mai 1891 à Saint-Maurice (Val-de-Marne), est un artiste peintre français.

## Œuvres
Peintre orientaliste, Mouchot développe un style plus proche du réalisme que du pittoresque. Parmi la collection du musée du Nouveau Monde de La Rochelle, figure une série de gouache à l'encre et au lavis noir, ayant illustré la nouvelle édition de Bug Jargal de Vicor Hugo, parue en 1876 :
- Le chien Rask attaquant les soldats[5]
- Bataille de noirs et soldats dans un marécage[6]
- Bug-Jargal accompagné de son chien Rask libère d'Auverney des mains du nain Habibrah[7]
- Parade de l'armée de Biassou[8]
- Bug-Jargal libère d'Auverney des mains de Biassou[9]
- Discours de M. de Rouvray[10]
- D'Auverney retrouve Marie cachée dans une grotte par les bons soins de Pierrot-Bug Jargal[11]
- D'Auverney tue le crocodile et sauve Pierrot[12]
- Léopold d'Auverney est tiré dans le gouffre par Habibrah[13]